# Mosquée Melmli

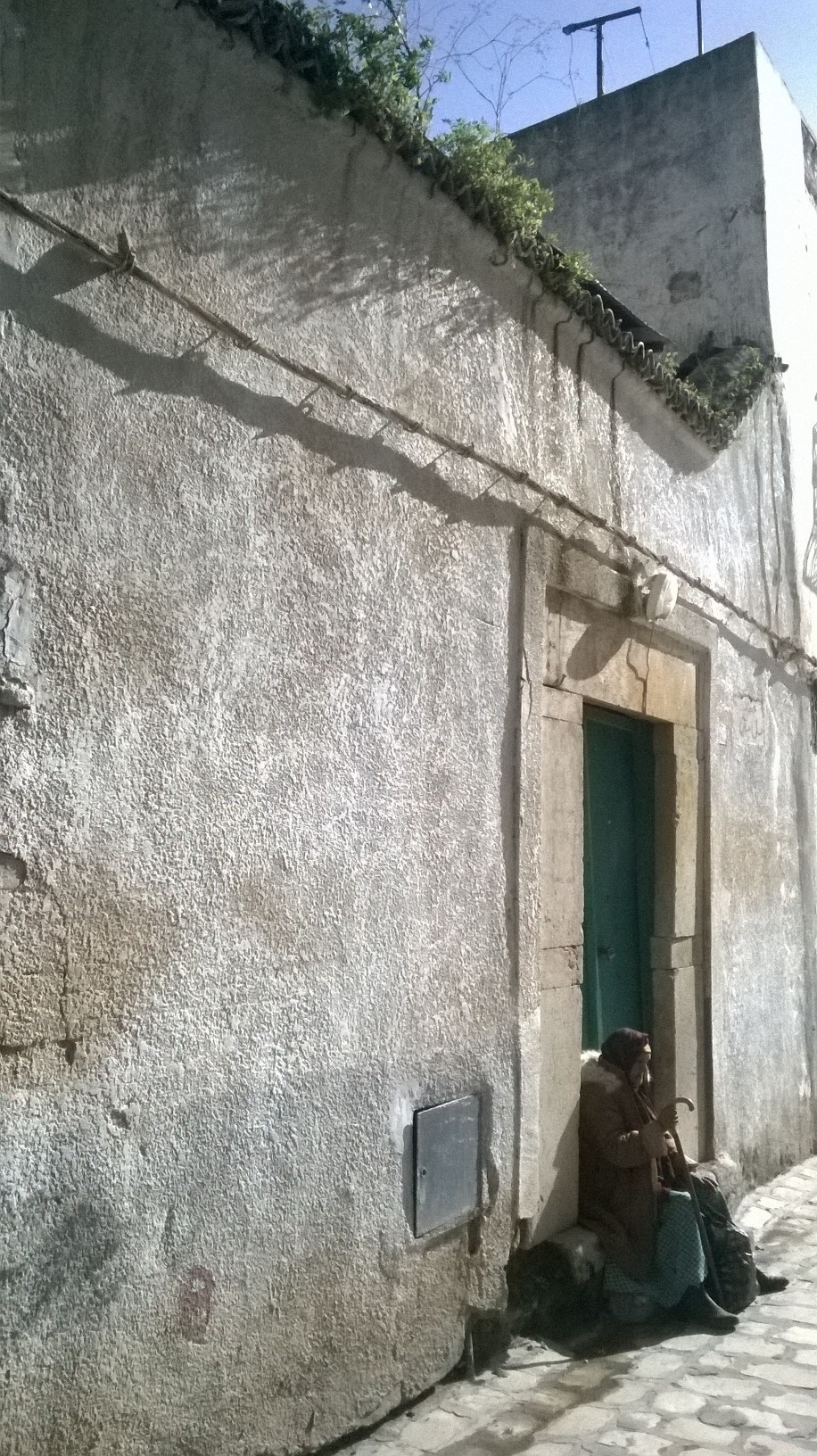
Vue de la mosquée

La mosquée Melmli (arabe : مسجد ململي أو ملي ملي) est une mosquée tunisienne située dans le nord de la médina de Tunis.

## Localisation
Elle se trouve au numéro 93 de la rue du Pacha.

## Étymologie
Elle tire son nom de son fondateur, le bach hamba Slimane Melmli (arabe : سليمان ململي), homme d'État et envoyé spécial de Hammouda Pacha en Europe, mort en 1823 (1239 de l'hégire).

## Histoire
Elle est construite sous le règne des Husseinites.

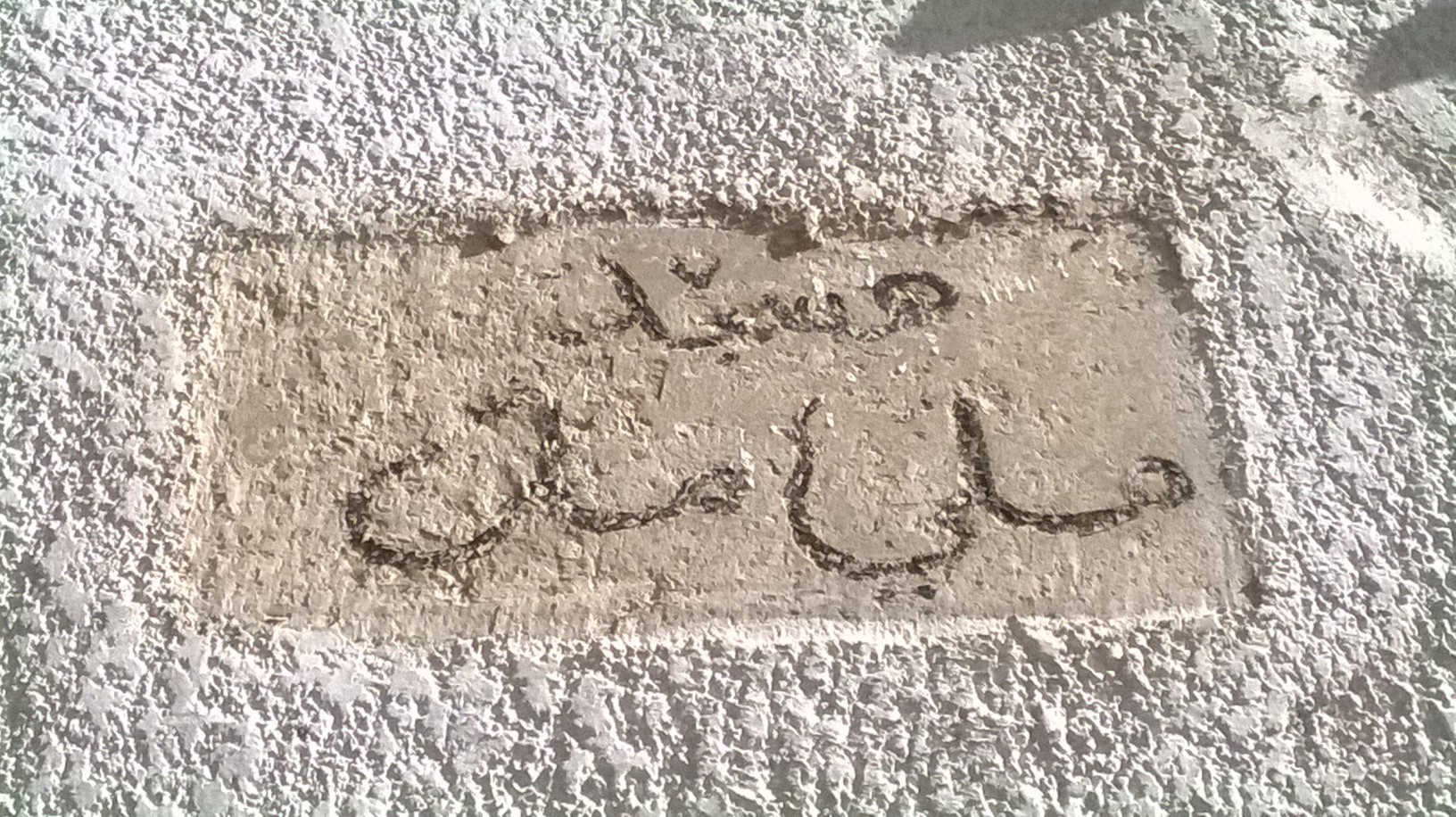
Inscription indiquant le nom de la mosquée
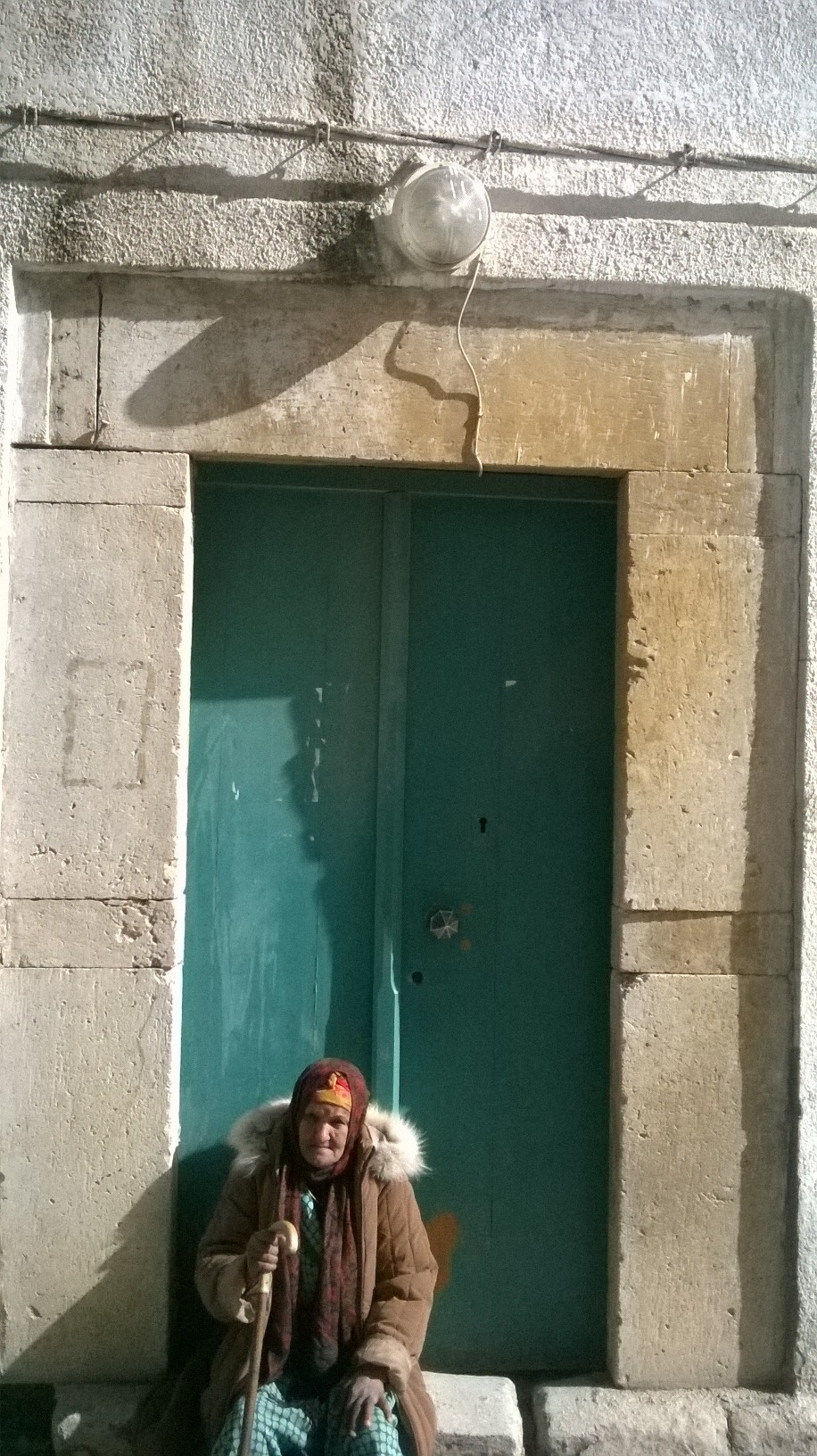
Porte d'entrée de la mosquée